# Deluxe Music
Deluxe Music é um canal de televisão musical alemão aberto, operado pela Just Music Fernsehbetriebs e de propriedade da High View Holding. O canal foi fundado em 2004 pelos empreendedores de mídia alemães Markus Langemann e Cosmin Ene e começou a transmitir em 1º de abril de 2005.
O canal é especializado em uma variedade de estilos musicais. Durante o dia, exibe videoclipes de música popular e à noite transmite estilos mais específicos, como disco ou rock.
O canal é transmitido pelo satélite Astra 19.2, e também por sistemas a cabo. Uma versão HD foi lançada em dezembro de 2012.
Em janeiro de 2012, a Deluxe Television entrou com pedido de insolvência. Em março de 2012, foi comprada pelo grupo High View.
Em janeiro de 2020, um novo canal especializado em música Schlager, chamado Schlager Deluxe, recebeu sua licença de transmissão. As transmissões de teste deste canal começaram em julho de 2020 e a estação lançou a transmissão completa 24 horas por dia, 7 dias por semana, em dezembro do mesmo ano.
Em janeiro de 2023, a High View anunciou um acordo com a operadora de satélite Astra, a SES, para alugar capacidade adicional para quatro novos canais de música, Deluxe Dance by Kontor, Deluxe Flashback, Deluxe Rock e Deluxe Rap. Os novos canais começaram em 1º de fevereiro de 2023 e transmitem em sinal aberto.
Em outubro de 2023, o Deluxe Lounge começou a transmitir em sinal aberto no Astra 19.2°E.

## Histórico do logotipos

Logotipo até 30 de janeiro de 2013
Logotipo até 12 de fevereiro de 2019
Logotipo HD até 12 de fevereiro de 2019